# Building information modeling
Pour les articles homonymes, voir BIM, MIB et MNB.

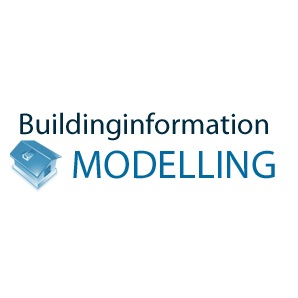
BIM : Building Information Modeling.

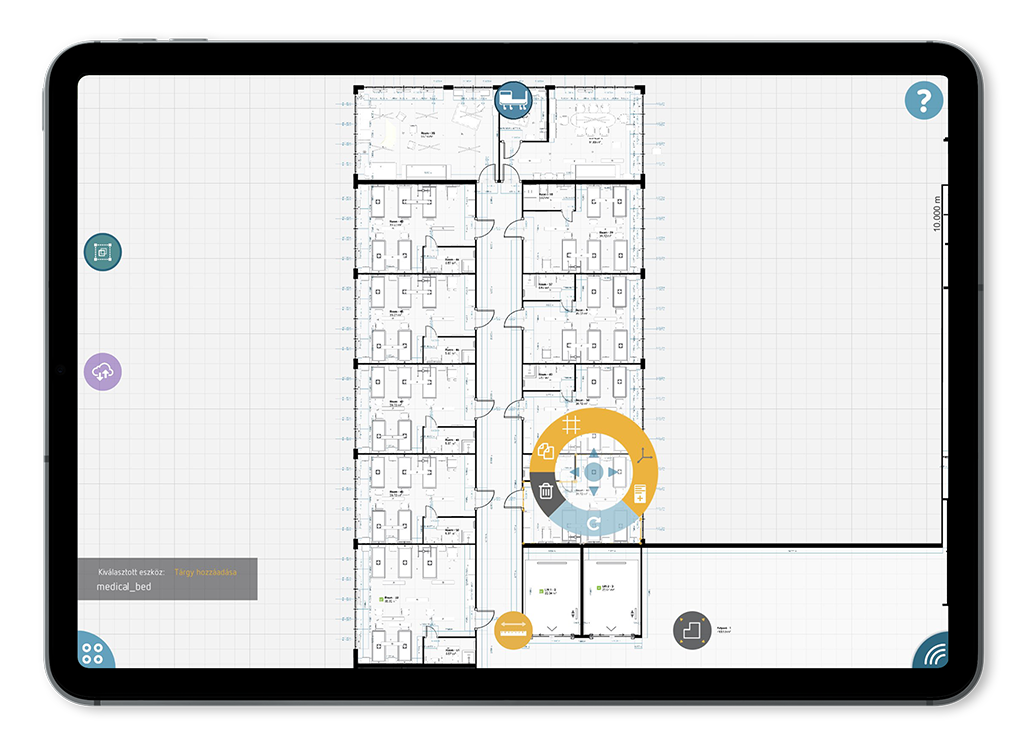
Visualisation (BIM 2D) via une tablette d'un plan d'étage, avec inventaire des éléments qui en font partie, et accès propriétés de chaque élément

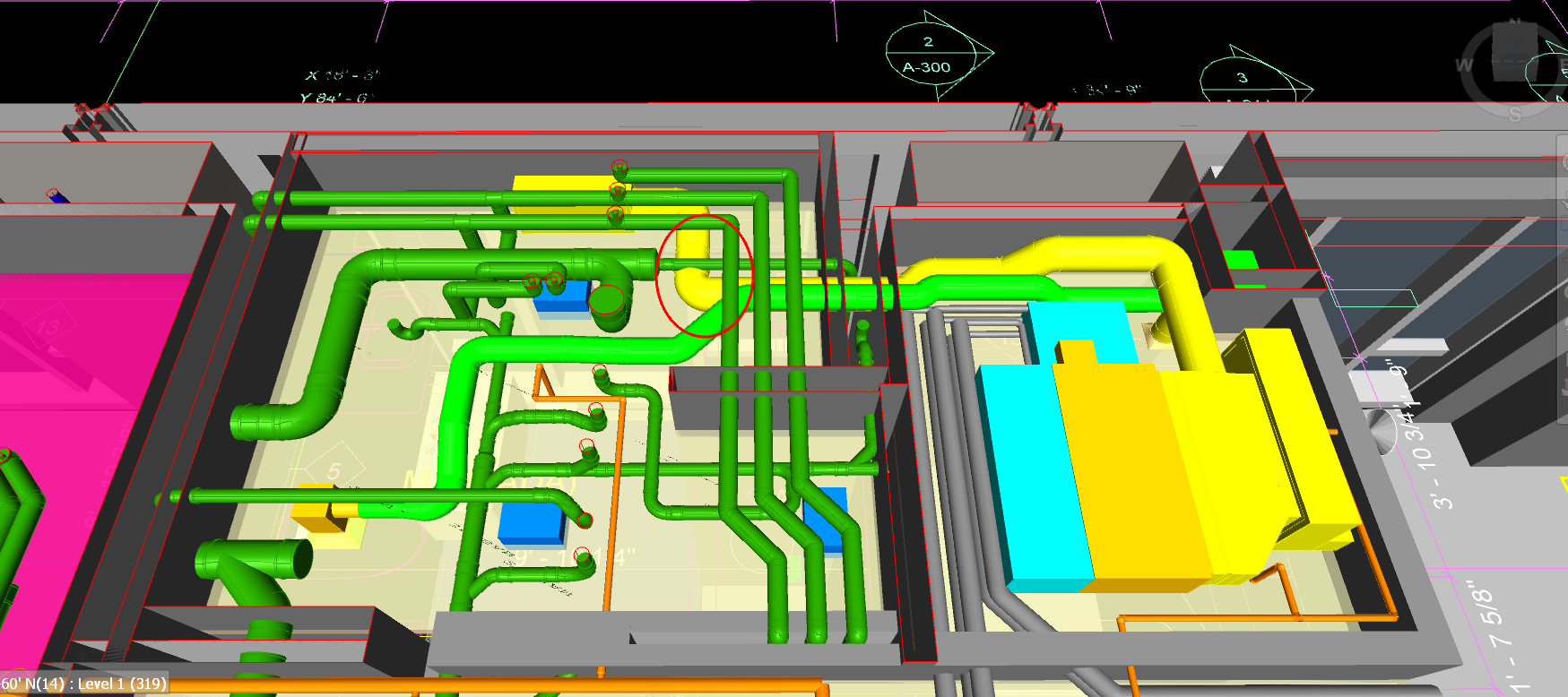
Exemple de conflit (mineur) mise en évidence lors de la modélisation BIM (dans l'ovale rouge : conflits de positionnement de tuyaux, qui seront résolus par une reconfiguration)

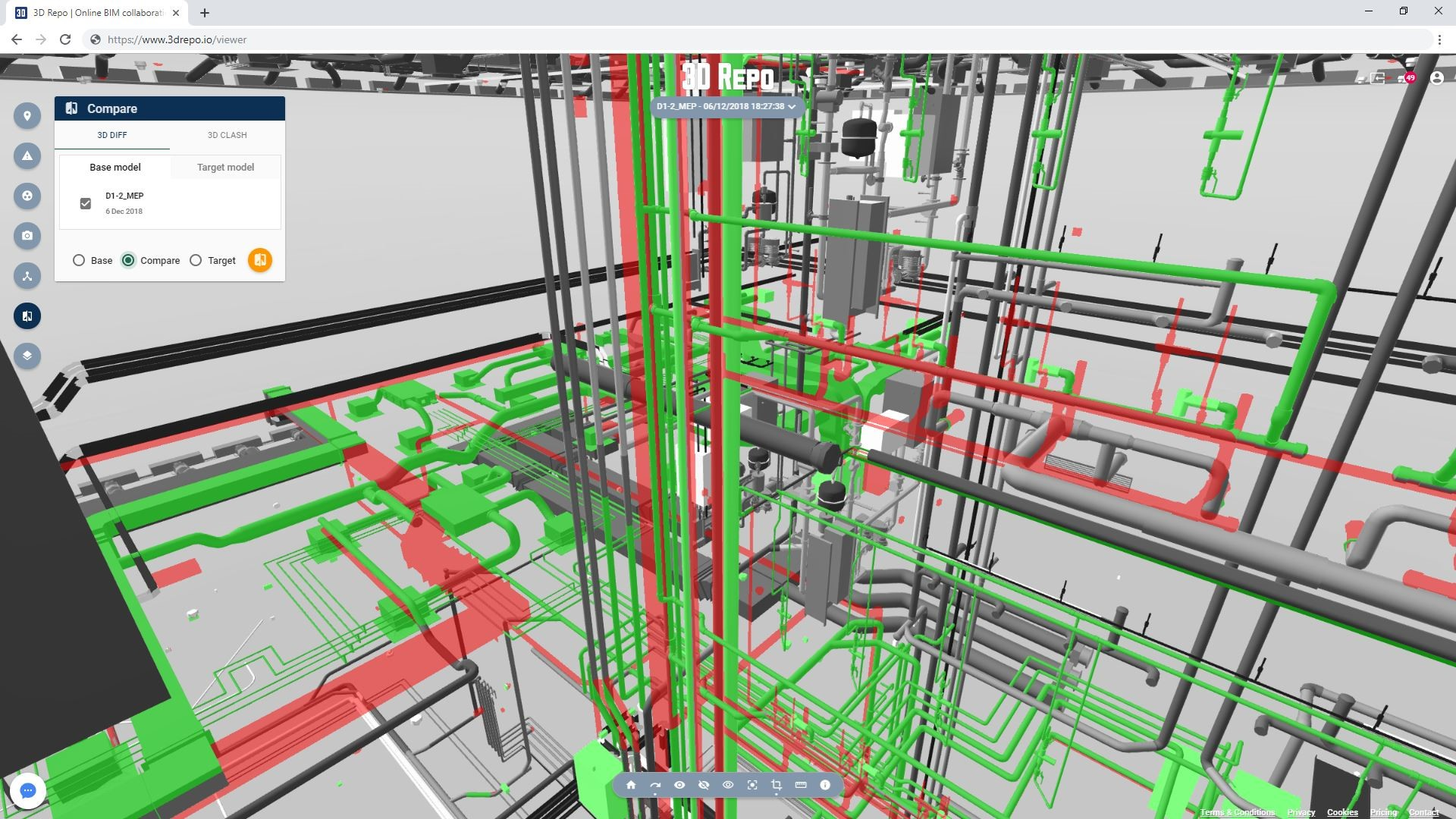
Utilisation d’un outil « 3D Diff » (dans 3D Repo).
Vert = nouveaux éléments du modèle ;
rouge = parties supprimées.
Le choix des couleurs peut ici rendre les différences imperceptibles ou moins évidentes pour un daltonien.

BIM est le sigle anglais de Building Information Modeling, de Building Information Model, ou encore de Building Information Management, et le rétroacronyme de bâti immobilier modélisé. Il désigne les outils de modélisation des informations de la construction implémentés par des applications qui permettent la modélisation des données du bâtiment, d'une structure, d'un édifice ou d'un ouvrage, en un jumeau numérique documenté.
Le BIM ne se limite pas aux seuls bâtiments, il intègre potentiellement l'ensemble des ouvrages de la construction, dont le génie civil, les travaux publics, l’ensemble des infrastructures et des réseaux. Il ne se limite pas non plus à l'acte de construire, mais concerne tout le cycle de vie d'un ouvrage ; de la programmation, des esquisses jusqu'à sa déconstruction et la réutilisation, le recyclage ou la valorisation énergétique de ses éléments en fin de vie.
Le BIM se définit à la fois comme :
- un processus de structuration, de création, de production, d'échange, d'intégration, d'analyse, de gestion, de visualisation et d'exploitation de données ;
- un modèle d'un ouvrage bâti (pouvant tenir dans un fichier numérique, lequel comprend toute l'information technique nécessaire à sa conception, sa construction, les opérations préalables à sa recette (intégration, essais, vérifications, certification), son entretien, ses réparations, d'éventuelles modifications ou agrandissements et sa déconstruction). Le fichier n'est pas qu'un catalogue d'objets positionnés dans l'espace ; il comprend aussi une description des relations entre objets et de leurs propriétés (par exemple : jonctions de murs, type d'ouverture ou de traversée d'un mur ou d'une dalle et ruptures de pont thermique) ;

Le BIM facilite la faisabilité de projets conçus d'un ouvrage. Il s'agit d'un ensemble de processus, visant à orienter la mise en œuvre vers certains procédés et à faciliter la communication, l'échange et la gestion de données autour d'un projet de construction.

## Terminologie
La francisation du sigle BIM ne fait pas consensus. En 2008, l’office québécois de la langue française propose les traductions « modélisation des données d'un bâtiment » et « modélisation et conception automatisée de bâtiments ».
La commission d’enrichissement de la langue française statue, pour la traduction « bâti immobilier modélisé » publiée au journal officiel le 29 janvier 2019.
Les experts français de la normalisation rassemblés à l'AFNOR ont choisi la traduction "modélisation des informations de la construction", pour correspondre au consensus international retranscrit dans les normes ISO et CEN , notamment les normes NF EN ISO 19650-1 et -2.
Historiquement, la difficulté de traduction était notamment due à la polysémie de la lettre M dans le sigle, qui peut désigner à la fois modeling (modéliser, modeler, donner forme, organiser, agencer, construire une maquette, imaginer…) et model (modèle, maquette, prototype…). Toutefois, dans leurs derniers travaux de normalisation, les experts ont choisi le terme modeling (américain) ou modelling (anglais).

## Définition et principes
Le BIM et les concepts associés sont définis par un ensemble de normes internationales, européennes et françaises.

La définition du BIM validée par les professionnels de nombreux pays et retranscrites dans les dernières normes, comme la NF CEN ISO 19650, est :
BIM ou modélisation des informations de la construction : utilisation d’une représentation numérique partagée d’un actif bâti pour faciliter les processus de conception, de construction et d’exploitation de manière à constituer une base fiable permettant les prises de décision.
Actif bâti = bâtiments, ponts, routes, tunnels, voies de chemin de fer, usines,… 
Historiquement, la définition du BIM a évolué. Pour certains le mot building signifie « bâtiment » ou « immeuble », mais le BIM ne se limitant pas aux bâtiments, on peut aussi traduire building par « construction », « édifice » ou « structure ». En France on parle aussi d'ouvrages et de mises en œuvre [cf. MOA, MOE], on pourrait donc le traduire « ouvrage ». Ce n'est pas qu'une question de sémantique, cela permet également de ne pas limiter le BIM à l'acte de construire mais de couvrir l'ensemble du cycle de vie: de la programmation au démantèlement, en passant par la conception, la construction, les essais, l'exploitation, la maintenance et le maintien en condition opérationnelle.
La lettre I signifie Informations, ou s'agissant d'un processus digital ou numérique, il est possible de traduire le mot Information par Données. Il est utile de préciser que le BIM étant un processus intégrant l'échange de données et devant assurer la continuité numérique quels que soient les logiciels utilisés, ces données sont interopérables (cf. interopérabilité et ontologie (informatique)).
Enfin, le M reflète trois mots importants et indissociables du BIM. Modeling pour Modélisation ou création des données Modélisation de données ; Modèle ou Maquette numérique. Il convient de noter que ce modèle ne se limite pas à la représentation géométrique tridimensionnelle : c'est le support principal de la base de données mais tout n'y est pas représenté graphiquement en 3D. Le BIM modélise également d'autres données, telles que les méthodes constructives et les délais ("4D"), de coûts ("5D"), les simulations de vie de l'ouvrage ("6D") et les opérations de maintenance ("7D"). Le troisième concept associé à la lettre M est le Management - pour l'ensemble de la gestion et du pilotage des processus liés au BIM (Management).
Ainsi si on se réfère à la norme XP P07-150, la transcription française la plus générique de l'acronyme BIM est Modélisation des Informations d'une Construction,,.
Le BIM s'inspire de méthodes industrielles basées sur le prototypage et l'échange d'information. Si on prend l’exemple de l'automobile, les prototypes sont les concept cars, les voitures de crash tests, les prototypes moteurs, les voitures vendues. Les informations, provenant des ingénieurs, des concessionnaires, des garagistes etc., reviennent aux responsables du développement afin qu'ils améliorent les modèles suivants.
À la différence de l'industrie, par culture d'entreprise autant que par impossibilité physique, le secteur du Bâtiment et Travaux Publics effectue rarement des essais "grandeur nature", hormis pour les lots techniques qui sont contrôlés. Les essais de gros œuvre sont préférablement virtuels. Beaucoup d'études et d'échanges sont faits à partir de la maquette numérique et des données techniques qu'elle contient. Des études de clash et de résistance des matériaux et des structures sont ainsi réalisées, de même pour les études de performance énergétique, de comportement phonique (isolation, réverbération..), les études de compatibilité électromagnétique, les études d'empattements, de vieillissement, de coût global, de respect de l'environnement, etc.
Le processus produit le building information model, qui englobe la géométrie de la construction, les relations spatiales, les informations géographiques, les quantités, ainsi que les propriétés des éléments et sous-éléments de construction. Ces informations sont classées de manière logique, par exemple, en suivant une arborescence spatiale (site → contexte → bâtiment → étage → espace).
Le BIM ainsi créé lors du processus de projet de construction peut être utilisé jusqu'à sa démolition (aspects structurels, empreinte écologique des matériaux, réutilisation, etc.) puis servir d'archive.
Lors de sa conception, l'ouvrage passe par différentes étapes. Dans le processus traditionnel, beaucoup d'informations importantes sont perdues entre chaque étape car les acteurs ne sont généralement pas les mêmes et n'utilisent pas les mêmes outils ou travaillent avec des formats de données incompatibles entre eux (CAO, DAO, tableur, traitement de texte)[réf. nécessaire]. De plus, ces informations (dont les données géométriques de la construction) sont souvent saisies plusieurs fois par différents corps de métiers : par exemple pour un bâtiment l'électricien, le plombier, l'équipementier réseau, le chauffagiste, le bureau d’études structures, etc.
On estime que les informations relatives à un bâtiment sont saisies en moyenne sept fois[réf. nécessaire].
Ces saisies répétées sont sources d'incohérences, de retards de livraisons et d'augmentation du coût de l'ouvrage bâti, sources d'insécurité juridique (car pouvant conduire à des procès longs et coûteux)[réf. nécessaire].
On estime à largement plus de 10 milliards d'euros le coût annuel des incohérences dans le bâtiment en France[réf. nécessaire].
Le BIM capitalise les informations à chaque étape. Et une bonne partie de ces informations sont rassemblées dans la maquette (forme et matériaux, calculs énergétiques (chauffage, climatisation, ventilation), aérauliques, hydrauliques, électriques, radio et télécommunications, levage, emplacement des équipements, alarmes et sécurité, maintenance, etc.).
Le géant américain Google s'est également positionné dans le secteur du BIM, via la plateforme Flux.

### Sémantique
L'expression anglophone building information model désigne en réalité une « maquette numérique », c’est-à-dire une modélisation numérique.
La traduction « modélisation des informations d'une construction » est en effet, un anglicisme puisqu'en français un « modèle » ne désigne pas le produit d'une imitation ou d'une reproduction, mais la chose qui, grâce à ses caractéristiques, peut servir de référence à la production de ces imitations. Or, le BIM ne désigne pas un modèle générique d'une construction que l’on pourrait copier-coller et appliquer à n’importe quel contexte. Chaque maquette numérique est une entité propre à une construction particulière. Elle contient les données d’un ouvrage particulier existant ou projeté.
Besoins des acteurs Le BIM doit faciliter l'acte de construire et la coopération entre acteurs de la construction. Pour analyser les avantages du BIM, le PTNB a réalisé une étude sur les besoins des acteurs du secteur et sur l'identification des atouts du BIM dans un objectif d’efficience économique.

## Histoire du concept et de l'expression BIM
- En 1995, quelques entreprises du bâtiment cherchent à rendre possibles et faciles les échanges entre différentes applications utilisées par des corps de métiers différents (architectes, bureaux d’étude, maîtres d’ouvrage, entreprise…). Ce travail aboutira après quelques années aux IFC.
- L'expression « building information model », en anglais, aurait d’abord été employée aux États-Unis par Charles M. Eastman[8].
- L'architecte Phil Bernstein, conseiller chez Autodesk, fut le premier à utiliser le terme BIM pour « building information modelling ». Jerry Laiserin aurait ensuite aidé à populariser et à standardiser le terme[9], comme nom commun pour la représentation numérique du processus de construction, proposée jusqu'alors par les sociétés Tekla, Bentley Systems, Nemetschek (y compris sa filiale Graphisoft) et Autodesk, pour faciliter les échanges d'informations et interopérabilités au format numérique. En accord avec celui-ci[10] et d'autres[11], la première mise en œuvre du BIM fut réalisée en 1987 par le logiciel ArchiCAD de la société hongroise Graphisoft, avec son concept avancé du virtual building.

Concepts associés :
- Le BIM peut être complété par le PLM (product lifecycle management)
- Green Building XML (gbXML) est un format qui prend de l'ampleur. Il est une partie du BIM qui vise la conception et l'utilisation des bâtiments à basse consommation. Le gbXML est utilisé comme entrée de plusieurs logiciels de simulation, et est exporté par les logiciels CAD les plus utilisés.
- Le « BIM manager » est un nouveau métier, au service d'une demande croissante qui lui permet d'exercer dans les services de bureaux d’études, agences d'architectures, entreprises de BTP. Il travaille en lien avec le directeur technique du projet (en tant qu'adjoint éventuellement) pour produire le plan BIM du projet et ses règles de réalisation (« Comment découper le projet en zones ? Quels sont les objets à utiliser ? »). C'est aussi lui qui prépare les réunions de coordination, assemble les maquettes et le cas échéant « réalise les rapports de conflits consacrés aux interférences des différentes copies de la maquette »[12].

## En France
En France, le Ministère du Travail a créé en 2019 deux nouveaux titres professionnels BIM :
1. BIM modeleur du bâtiment[13]
2. Coordinateur BIM du bâtiment[14]

Le métier de « BIM manager » n'est pas bien défini, son périmètre est relativement fluctuant d'un projet à l'autre. Il existe cependant des formations pour ce nouveau métier, comme le cursus de formation de « BIM managers » créé par le Centre scientifique et technique du bâtiment (CSTB) début 2014 ou le mastère spécialisé BIM proposé par  l'ENPC et l'ESTP. Le BIM manager est un prestataire de service et n'a pas de rôle de concepteur. À ce titre, cette mission n'est pas concernée par les assurances liées à la conception de l'ouvrage.
Mi 2015, dans le sillage d'un Plan de relance de la construction (2014) et du Plan bâtiment durable qui accompagneront l'application de la loi relative à la transition énergétique pour la croissance verte, Sylvia Pinel, au nom du gouvernement a lancé un portail internet consacré au Plan Transition Numérique dans le Bâtiment (PTNB) qui avait été présenté 6 mois plus tôt (le 20 janvier), présidé par Bertrand Delcambre (rapporteur de la Mission numérique bâtiment
, 2014) et doté d'une feuille de route et d’un fonds de 20 millions d’euros. Pour la ministre, ce portail doit rendre visibles et accessibles à tous « les documents explicitant les concepts et les démarches autour de la maquette numérique, et les bonnes pratiques en s’appuyant sur les témoignages des acteurs de terrain. Il rassemblera, valorisera et portera à la connaissance des acteurs les premières initiatives, les gains de coûts et de productivité obtenus par l’utilisation des outils numériques ».
Ce portail présente le plan et des informations et de premiers retours d'expérience (en France, en Europe et à l’international) avec l'ambition de devenir un lieu de présentation et diffusion de bonnes pratiques (énergétiques et écologiques notamment) ; Il vise aussi à aider les acteurs du numérique (actuels et futurs) à se connaître et se rencontrer, et à faire un point régulier sur les avancées en la matière, dont via des groupes de travail et une lettre d'information mensuelle.

Un guide méthodologique destiné aux maîtres d'ouvrage a été annoncé mi-2015, en lien avec la Mission interministérielle pour la qualité des constructions publiques (MIQCP). Un « kit BIM » est aussi en préparation pour les petites entreprises et un groupe de travail est consacré au Carnet numérique d'entretien et de suivi du logement.
Aussi, le PTNB (plan de transition numérique dans le bâtiment) a lancé en 2017 un site entièrement destiné aux formations sur le BIM. Cette initiative répond à l'actualité de ces dernières années avec le développement de formations spécialisées. On peut ainsi par exemple cité l'ajout en 2015 d'une option « BIM et maquette numérique » dans le mastère Management de projet de construction de l'école d'ingénieurs CESI ou des certifications professionnelles, proposées par le CNAM  L'école des Ponts ParisTech et l'École spéciale des travaux publics (ESTP Paris) ont aussi ouvert un mastère spécialisé BIM à la rentrée 2014 en association avec les écoles d'architecture de Marseille, Toulouse et Paris Val‐de‐Seine .
Enfin, le PTNB a également réalisé un Benchmark Européen sur le BIM - téléchargeable gratuitement sur leur site - dressant un état des lieux sur la situation de la France parmi plus de 15 pays Européens.
Le développement est surtout tiré en avant par la maîtrise d'ouvrage, via les appels d'offres qui impose de plus en plus le BIM, obligeant la maîtrise d'œuvre à se lancer, au profit d'une meilleure maîtrise des coûts et des délais, et d'une optimisation de la construction pour les usagers, etc.).
En mars 2018, selon Conseil national de l'Ordre des architectes (CNOA), le BIM est encore marginal mais néanmoins a une présence croissante dans les concours d'architecture (0,49 % des cas en 2013-2014, passé à 8,10 % en 2018) ; de même dans le marché global (15,34 % contre 5,39 % en 2013-2015 et 11,74 % au 30 mars 2016). « La compétence BIM dans l'équipe candidate est ainsi imposée dans 68,75 % des cas". Ensuite, 20 % des concours comportent des critères de sélection relatifs à cette question. Mais un faible nombre d'entre eux sont affectés d'une pondération forte ou d'une hiérarchisation significative du BIM » ; la remise de prestation finale sous format BIM pour la phase d'évaluation est encore « extrêmement marginale » ; Dans la commande publique les grandes collectivités sont les plus demandeuses.

## Utilisation

### Format de fichier IFC
Le format IFC (Industry Foundation Classes) est un format de fichier normalisé orienté objet utilisé par les acteurs de la construction pour échanger et partager des informations entre logiciels.
Le format IFC a été développé par BuildingSMART International, une organisation internationale qui vise à améliorer l'échange d'informations entre les applications logicielles utilisées dans l'industrie de la construction, représenté en France par BuildingSMART France - Mediaconstruct. La description de ce format, selon sa version, est disponible sur le site de BuildingSMART International .
L'IFC est un des formats utilisables pour échanger entre différentes plateformes BIM . Les IFC sont inclus dans un fichier dont le format est prédéfini selon une norme 
internationale (STEP) ISO 10303-21) permettant sa stabilité et une certaine universalité.
Dans le BIM, à l'instar d'autres formats, le format IFC permet la mise en commun de données entre les acteurs de la construction et l'exploitabilité d'une base de données unique par des fonctions logicielles très différentes. Ces objets supportent le cycle de vie complet d'un bâtiment incluant la conception, la documentation, la construction, les essais, l'exploitation, la gestion des installations (facility management) et, enfin, la démolition et l'élimination.
Le format IFC est un format de fichier orienté objet destiné à assurer l’interopérabilité entre les différents logiciels de maquette numérique. Il s’agit d’un format libre et gratuit qui se veut être le garant d’un BIM ouvert.
Depuis 2013, l’IFC est normaliséé par l'ISO 16739. La dernière révision en est l'ISO 16739:2024.
Le format IFC évolue très vite. La version en cours est l'IFC4. Les IFC5 prenant en compte les ouvrages propres aux infrastructures (ponts, tunnels, rails, routes,...) sont en cours d'écriture et seront disponibles prochainement.
La France est très active dans les dernières évolutions de ce format, grâce au projet de recherche MINnD.

### Format de fichier  BCF
Le format BCF a été introduit à la suite d'une idée de Tekla et Solibri de séparer la communication des messages décrivant les problèmes découverts sur la maquette numérique du modèle lui-même.
En effet, avant le format BCF, les utilisateurs qui désiraient échanger sur les problèmes d'échanges de données, de détection de conflits ou des demandes de modifications sur la maquette, devait s'envoyer le modèle au complet. Le receveur du modèle devait lui comparer avec la version précédente afin de bien être sûr de voir tous les changements.
Le format BCF permet maintenant également d'y attacher en plus des commentaires, une petite partie du modèle BIM et des vues. BuildingSMART s'occupe maintenant du format BCF. En 2019, le format BCF n'est pas encore normalisé.

### Fiabilité des IFC
Cette normalisation ISO donne une visibilité et une importance considérable au format, ce qui lui permet de s’ancrer profondément dans les habitudes du secteur de la construction à l’échelle mondiale. Ainsi, les éditeurs de logiciels jouent globalement tous le jeu de l’IFC en permettant l’import IFC dans leurs logiciels mais également l’export vers ce format de projets bâtis dans leurs logiciels. Ces deux corollaires sont le gage du fonctionnement des IFC et donc de leur utilisation.
Toutefois, certains logiciels de maquette génèrent des erreurs récurrentes dans la gestion des IFC, que ce soit à l’import ou à l’export. Très souvent, ces erreurs sont flagrantes car elles concernent principalement les « attachements » entre objets. Il sera ainsi, fréquent de voir un mur traverser un toit ou d’autres aberrations liées à cette perte de liaison.

### Quelques logiciels BIM
Conception :
- FreeCAD logiciel Free/Libre Open Source Software via son module BIM
- ArchiCAD
- Revit
- VectorWorks
- MicroStation
- Allplan

## Législation relative au BIM
Le BIM pose des questions juridiques nouvelles : qui peut se dire propriétaire du modèle ? Qui peut ou doit le signer ou signer un plan numérique ? Peut-il être open source ? Doit-il être considéré comme d'intérêt public dans les grandes constructions ou le secteur public ?
La nouvelle directive européenne du 26 février 2014 sur la passation des marchés publics favorise l'utilisation du BIM en permettant aux États membres d'exiger, dans les marchés publics de travaux et les concours, l’utilisation d’outils électroniques particuliers tels que des outils de modélisation électronique des données du bâtiment. Chaque État membre européen doit transposer cette directive dans son droit national au plus tard le 18 avril 2016. En France, le secteur de l'ingénierie se réjouit de la systématisation probable de cet outil, tout en avertissant du fait que la maîtrise d'ouvrage et les entreprises du BTP devront, elles aussi, apprendre à manier cet outil.